# Linea Chūō (metropolitana di Osaka)
La linea Chūō (中央線?, Chūō-sen, letteralmente linea centrale) o linea C è una delle linee della metropolitana di Osaka, in Giappone, a servizio dell'omonima città. I treni scorrono lungo l'asse est-ovest, collegando la zona del porto con la periferia est e la Città di Higashiōsaka. Il colore della linea è il verde, e ufficialmente è la linea 4.
I convogli sono condivisi con le Ferrovie Kintetsu, e continuano sulla linea Keihanna fino a Ikoma o a Gakken Nara-Tomigaoka, rispettivamente nella Prefettura e nella Città di Nara. Il nome collettivo delle due linee unificate è Yumehanna (ゆめはんな? letteralmente: il sogno di Osaka e Nara)

## Caratteristiche
La maggior parte della linea è realizzata in sotterraneo, tranne la sezione fra le stazioni di Awaza e Ōsakakō, dove i binari sono su viadotto. Dopo quest'ultima stazione la linea diventa nuovamente sotterranea e tramite un tunnel sottomarino arriva al capolinea di Cosmosquare. Quest'ultimo tratto di 2,4 km era in origine parte della Linea Nanko Technoport della OTS, che dal 1997 congiunge la linea Nankō Port Town alla linea Chūō, ed è stato integrato nella linea Chuō il 30 giugno 2005. Il restante tratto tra Cosmosquare e Nakafuto è stato inserito quello stesso giorno nella linea Nankō Port Town.
A differenza di quelli della linea Kintetsu Keihanna, i convogli della linea Nankō Port Town non proseguono sulla linea Chūō. Alla stazione di Cosmosquare, la linea Chūō arriva al secondo piano interrato, mentre la linea Nankō Port Town arriva al primo piano interrato. Mentre i convogli delle linee Kintetsu Keihanna e Chūō sono guidati da macchinisti, quelli della linea Nankō Port Town sono a guida automatica.
Il tempo di percorrenza dalla stazione di Cosmosquare alla stazione di Nagata è di 29 minuti, quello dalla stazione di Cosmosquare alla stazione di Gakken Nara-Tomigaoka è di 52 minuti.

## Cronologia
- 11 dicembre 1961 - inaugurazione della linea che inizialmente era limitata al percorso sopraelevato di 3,1 km tra le stazioni di Ōsakakō e Bentenchō.[3] Inizialmente il servizio viene svolto con 1 sola carrozza
- 31 ottobre 1964 - apertura del tratto di 3,7 km tra Bentenchō e Honmachi. Inizio del servizio con 2 carrozze
- 30 settembre 1967 - apertura del tratto di 1,3 km tra Tanimachi Yonchōme e Morinomiya. L'apertura del tratto Honmachi - Tanimachi Yonchōme 4 viene rinviata
- 29 luglio 1968 - inaugurazione del tratto di 2,3 km tra Morinomiya e Fukaebashi
- 1º luglio 1969 - Completamento della stazione di Honmachi
- 6 dicembre 1969 - Apertura del tratto di 1,7 km tra Honmachi e Tanimachi Yonchōme, la linea misura ora 12,3 km e congiunge le stazioni di Ōsakakō e Fukaebashi. Inizio del servizio con 4 carrozze
- 24 dicembre 1984 - Inizio del servizio con 6 carrozze
- 5 aprile 1985 - Apertura del tratto di 3,2 km tra Fukaebashi e Nagata
- 1º ottobre 1986 - Inaugurazione del collegamento tra la linea Chūō e la linea Kintetsu Keihanna
- 18 dicembre 1997 - Inaugurazione della linea Nanko Technoport della OTS, il cui tratto da Cosmosquare alla linea Chūō comprende un tunnel sottomarino
- 1º luglio 2005 - Il tratto da Cosmosquare a Ōsakakō viene incorporato dalla linea Chūō
- 27 marzo 2006 - Inaugurazione del tratto di 8,6 km da Ikoma a Gakken Nara Tomigaoka, che consente un tragitto totale di 36,7 km da Cosmosquare
- gennaio 2025 - Prevista l'estensione da Cosmo Square a Yumeshima per

## Fermate

### Sezione metropolitana
| Codice | Stazione           | Giapponese     | Distanza intermedia | Distanza totale | Collegamenti                                                                                                 | Posizione      | Posizione    |
| ------ | ------------------ | -------------- | ------------------- | --------------- | --- | -------------- | ------------ |
| C09    | Yumeshima          | 夢洲           |                     |                 | | Konohana-ku    |              |
| C10    | Cosmosquare        | コスモスクエア | -                   | 0.0             | Metropolitana di Osaka: Linea Nankō Port Town                                                                | Suminoe-ku     | Osaka        |
| C11    | Ōsakakō            | 大阪港         | 2.4                 | 2.4             | | Minato-ku      | Osaka        |
| C12    | Asashiobashi       | 朝潮橋         | 0.5                 | 3.9             | | Minato-ku      | Osaka        |
| C13    | Bentenchō          | 弁天町         | 1.6                 | 5.5             | West Japan Railway Company: Linea Circolare di Ōsaka                                                         | Minato-ku      | Osaka        |
| C14    | Kujō               | 九条           | 1.3                 | 6.8             | Ferrovie Hanshin: Linea Hanshin Namba                                                                        | Nishi-ku       | Osaka        |
| C15    | Awaza              | 阿波座         | 1.5                 | 8.3             | Metropolitana di Osaka: Linea Sennichimae                                                                    | Nishi-ku       | Osaka        |
| C16    | Hommachi           | 本町           | 1.1                 | 9.4             | Metropolitana di Osaka: Linea Midōsuji Linea Yotsubashi                                                      | Chūō-ku        | Osaka        |
| C17    | Sakaisuji-Hommachi | 堺筋本町       | 0.7                 | 10.1            | Metropolitana di Osaka: Linea Sakaisuji                                                                      | Chūō-ku        | Osaka        |
| C18    | Tanimachi Yonchōme | 谷町四丁目     | 1.0                 | 11.1            | Metropolitana di Osaka: Linea Tanimachi                                                                      | Chūō-ku        | Osaka        |
| C19    | Morinomiya         | 森ノ宮         | 1.3                 | 12.4            | Metropolitana di Osaka: Linea Nagahori Tsurumi-ryokuchi West Japan Railway Company: Linea Circolare di Ōsaka | Chūō-ku        | Osaka        |
| C20    | Midoribashi        | 緑橋           | 1.2                 | 13.6            | Metropolitana di Osaka: Linea Imazatosuji                                                                    | Higashinari-ku | Osaka        |
| C21    | Fukaebashi         | 深江橋         | 1.1                 | 14.7            | | Higashinari-ku | Osaka        |
| C22    | Takaida            | 高井田         | 1.4                 | 16.1            | West Japan Railway Company: Linea Ōsaka Higashi (Stazione di Takaida-Chūō)                                   | Higashiōsaka   | Higashiōsaka |
| C23    | Nagata             | 長田           | 1.7                 | 17.9            | Ferrovie Kintetsu: Linea Keihanna                                                                            | Higashiōsaka   | Higashiōsaka |